# Messel
Messel est une municipalité allemande située dans le land de la Hesse et l'arrondissement de Darmstadt-Dieburg.

## Évolution du nom de la ville au cours des siècles
- Massila (800)
- Massilia (813)
- Stehelin Mesela (1105)
- Messela (1303)
- Messele (1308)
- Messel (1358)
- Messeln (1438)
- Messel (1454)
- Meschell (1688)
- Mesßel (1688)
- Mescheln (1722)

## Politique à Messel
- Élections de 2006 : la CDU remporte la ville avec 54 % des suffrages ; le SPD obtient 35 % des suffrages.
- Élections de 2011 : le SPD remporte la ville avec 54 % des suffrages ; la CDU obtient 37 % des suffrages.